# United States Atomic Energy Commission
Die englisch United States Atomic Energy Commission (AEC) ‚Atomenergiekommission‘ der USA wurde 1946 gegründet und war bis 1974 die zentrale Behörde für die Forschung und Entwicklung der Nutzbarmachung atomarer Energie.
Sie ist nicht zu verwechseln mit anderen Atomkommissionen, die den gleichen Namen tragen, wie z. B. die Atomic Energy Commission in Indien.

## Geschichte
Am 1. August 1946 unterzeichnete Präsident Truman den Atomic Energy Act of 1946, welcher die Atomenergiekommission (AEC) formell gegründete.
Die AEC übernahm aus dem Manhattan-Projekt sämtliche nuklearen Aktivitäten aus dem Kernwaffenprogramm der USA. Mit dem Beginn des Kalten Krieges wurde die AEC beauftragt, Atomwaffen für die USA zu produzieren. Ab 1957 wurde im Zuge des Atoms for Peace Programms die friedliche Nutzung der Kernenergie durch die AEC gefördert. Eine Vielzahl von Projekten wurde entwickelt, Kerntechnologie exportiert und die kommerzielle Nutzung der Kernenergie in den USA aufgebaut.

1975 wurde die AEC aufgelöst. Ihre Aufgaben wurden zunächst auf die neu gegründete (Interim-Organisation) Energy Research and Development Administration (ERDA) übertragen, welche ihrerseits 1977 deaktiviert wurde. Ab diesem Zeitpunkt gingen alle Aktivitäten auf das Energieministerium der Vereinigten Staaten (DOE) über. In diesem Zuge wurde auch die Nuclear Regulatory Commission (NRC) aus der AEC gegründet, welche die Regulierung der Kerntechnik und Kernenergiewirtschaft in den USA übernahm. Ebenfalls wurden militärischen Aktivitäten vom DOE an die in dem Jahr 2000 gegründete National Nuclear Security Administration (NNSA) übertragen. Letztere ist heute die Hauptorganisation für die Erforschung, Erprobung, Produktion und Entsorgung amerikanischer Atomwaffen.

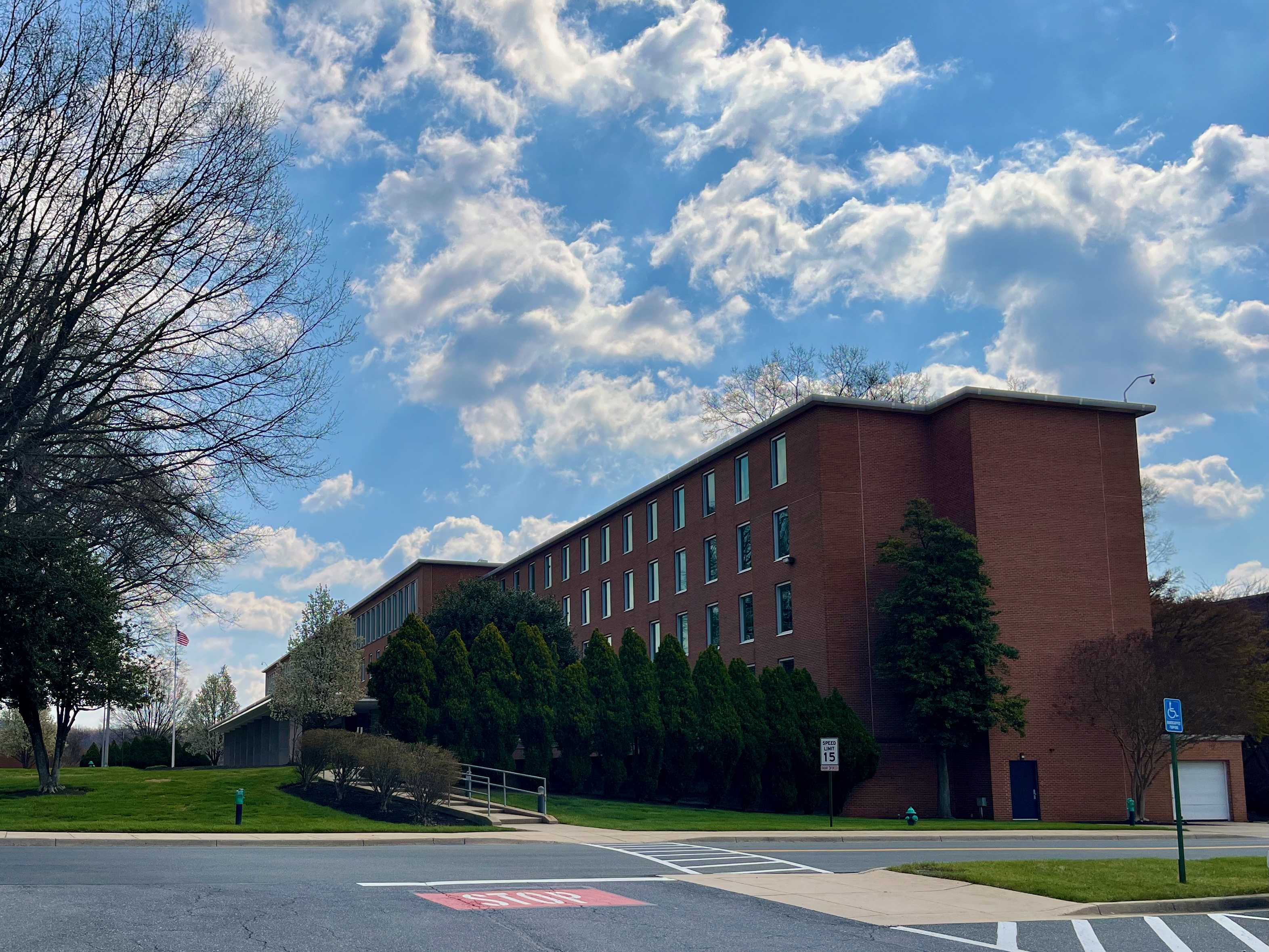
Ehemaliges Hauptquartier der AEC in Germantown, Maryland. Heute Teil des Department of Energy (DOE). Einige Meilen südlich befindet sich auch das National Institute of Standards and Technology (NIST), die staatliche Behörde für Messtechnik und Metrologie.

## Nuklearkomplex der AEC
Die AEC war die Dachorganisation für alle Labors und Forschungseinrichtungen, von denen einige von anderen Betreibern oder Unternehmen betrieben wurden. Die Labore sind heute noch aktiv in der Grundlagenforschung.

### Forschungseinrichtungen der AEC
- Ames National Laboratory (Ames)
- Argonne National Laboratory (ANL)
- Brookhaven National Laboratory (BNL)
- Los Alamos Scientific Laboratory (LASL, heute LANL)
- Lawrence Radiation Laboratory (LRL, heute LBNL und auch LLNL)
- Oak Ridge National Laboratory (ORNL)

- Idaho National Laboratory (INL)
- Pacific Northwest National Laboratory (PNNL)

Ein Großteil der Laboratorien wird heute vom DOE (durch die NNSA oder das DOE Office of Science) beauftragt und von Betreiberorganisationen geführt, z. B. das PNNL von Battelle.

## Vorsitzende der AEC
| Amtszeit  | Name                 | Präsident zu dieser Zeit                       |
| --------- | -------------------- | ---------------------------------------------- |
| 1946–1950 | David E. Lilienthal  | Harry S. Truman                                |
| 1950–1953 | Gordon Dean          | Harry S. Truman                                |
| 1953–1958 | Lewis Strauss        | Dwight D. Eisenhower                           |
| 1958–1960 | John A. McCone       | Dwight D. Eisenhower                           |
| 1961–1971 | Glenn T. Seaborg     | John F. Kennedy, Lyndon Johnson, Richard Nixon |
| 1971–1973 | James R. Schlesinger | Richard Nixon                                  |
| 1973–1974 | Dixy Lee Ray         | Richard Nixon                                  |